# クレオパトラな女たち
『クレオパトラな女たち』（クレオパトラなおんなたち）は、日本テレビ系列の『水曜ドラマ』枠（毎週水曜日22:00 - 22:54、JST）で2012年4月18日から6月6日まで放送された日本のテレビドラマ。主演は佐藤隆太。
美容整形をテーマとしている。
キャッチコピーは「女は美を追いもとめ、男は美に翻弄される。」。

## 概要
主演の佐藤隆太は前クールの『妄想捜査〜桑潟幸一准教授のスタイリッシュな生活』（テレビ朝日系）から2クール連続での主演となり、2007年4月期の『バンビ〜ノ!』以来、5年ぶりに同枠への登板となる。また、同枠において男性俳優が主演を務めるのは『赤鼻のセンセイ』（2009年7月期、大泉洋主演）以来となる。
脚本は大石静が担当。大石が連続ドラマの脚本を手掛けるのは、2011年10月期の『蜜の味〜A Taste Of Honey〜』（フジテレビ系）から3クール連続になる。
『カーネーション』（当番組の開始直前まで放送されていたNHK連続テレビ小説）への出演で人気と知名度を高めた綾野剛が、初めて同性愛者の役に挑んでいた。
当初は2012年6月20日までの全10話を予定していたが、放送期間中の5月下旬には、6月6日放送の第8話をもって終了することが明らかになった。
日本テレビ広報部では、当作品について、「当初の準備が遅れたことで、放送回数を決めずに開始した」と説明。そのうえで、8話で終了させた理由として、「6月に『仰天ニュース祭り』（前枠番組『ザ!世界仰天ニュース』の放送時間を拡大したスペシャル版）を予定するなど、他の企画や局の編成方針との兼ね合いがあった」という事情を挙げている。なお、一部報道などで終了の理由とされた視聴率については、「右肩上がりに増えている」と強調。「視聴率低迷が終了の理由ではない」と否定している。

## あらすじ
安月給の大学病院を辞め、東京にある月給250万の美容クリニック「ビューティー・サージャリー・クリニック」で働きだした主人公・岸峯太郎（佐藤隆太）。「親にもらった顔に傷をつけるなんて」と思っていたが、クリニックNo.2の腕利きの美容外科医・市井睦（稲森いずみ）や女性スタッフ、患者らと接していくなかで医師として成長する。

## キャスト

### ビューティー・サージャリー・クリニック
岸 峯太郎〈32〉
演 - 佐藤隆太（少年期：井上拓也）
形成外科専門医。幼少期に母親が家出をしたため、父親・慎太郎の下で育つ。
その慎太郎も、6000万円の借金を抱えたまま女性と駆け落ちしたことから、父親や女性を信じられなくなる。しかし、クリニックや患者の女性たちと接するうちに、女性観が徐々に変わっていく。
大学病院では将来有望な医師として嘱望されていたが、連帯保証人として父親の借金を返済する目的で、月給の高い美容外科の世界へ足を踏み入れる。
クリニックでは、看護師の岸谷と区別するため「峯先生」と呼ばれているが、本人はこの呼称を快く思っていない。
クールで不器用な性格。外科医としての信念が強く、病気でもない顔にメスを入れることや、患者に必要と思えないような手術や負担を強いることには抵抗感を持っている。
市井 睦〈40〉
演 - 稲森いずみ
「東京で5本の指に入る」腕前で評判のいい美容外科医。クリニックのNo.2として、院の方針より自分の信念に従おうとする岸や、無理難題を求める患者に毅然とした態度で接する。
クリニックから帰宅する際に憂うつな気持ちに陥ったり、寂しさを感じたりする時に、右肩を何度も大きく回す癖がある。
プライベートでは1児（男子）の母親で、義母の真知子と同居している。家庭内でも手を抜かずに、家事や育児をこなす。
その一方で、「整形外科医は医者ではない」という義母・真知子の言動や、夫・克也の昇進をめぐる人間関係に深く悩んでいた。その悩みを岸に打ち明けたことがきっかけで、息子・達也や岸との同居を前提に、克也との離婚を考えるようになる。しかし、達也を連れての別居を認めない市井家の姿勢や、達也が自分と同じ境遇で育つことを恐れた岸の一言で考えを改める。
岸谷 葵〈23〉
演 - 北乃きい
優秀な看護師。島根県出身で、リストカットに至るほど容姿に大きな悩みを抱えていた時に、全身整形手術を受けて人生を変える。
しかし、そのことが起因して研修医・谷原との結婚を母親から反対される。そのショックから自宅でリストカットを試みるが、異変に気付いた岸の応急処置で一命を取り留める。
整形手術を肯定しているため、手術を慎重に進めようとする岸には苛立ちを覚えていた。だが、自分の生命を岸に救われたことなどから、次第に恩義を感じるようになる。
自身の経験から患者の表情や行動を冷静に見ている一方で、患者の顔立ちや要求などについて、クリニックのスタッフに忌憚のない言葉を投げ掛けることがある。
谷原との交際を断念し、看護師としての仕事に生きがいを見出していく。ステップアップを目指し、大学受験に挑む。
星田 美羽〈28〉
演 - 芦名星
美容外科医。市井の高度な執刀技術や、患者に寄り添うクリニックの姿勢に感銘を受ける。医者としての向上心を持つ努力家。専門医でないことに引け目を感じているため、岸には冷ややかに接していた。
やがて、湯川院長の勧めで将来を嘱望される大学病院の勤務医とお見合いするが、相手の都合で一方的に断られる。そのことで劣等感を一層募らせるが、市井や岸からの叱咤激励を受けて立ち直る。
村松 春〈45〉
演 - 宮地雅子
フリーの麻酔科医。男性的で飾り気のない性格の持ち主。
中尾 志野〈29〉
演 - 奥田恵梨華
看護師。芯の強い性格で、診察や手術を慎重に進めたがる岸を叱咤する。既婚者で娘がいる。
土井 珠子〈33〉
演 - いせゆみこ
栄養士。医師やスタッフの健康を考えながら、カロリーコントロールの行き届いた食事をランチタイムに提供している。既婚者で息子がいる。
佐藤 綾香〈25〉
演 - 杉本有美
受付。後輩の田淵を指導する。
田淵 もえ〈21〉
演 - 小篠恵奈
受付。整形手術の経験者で、女性誌の読者モデルを務めている。
湯川 マリ〈56〉
演 - 余貴美子
院長。口癖は「女は顔」。豊胸手術や乳房再建手術の権威で、多くの女性から支持されている。岸については、手術後の正確な縫合技術を評価したうえで、試用期間3ヶ月という条件でクリニックに採用する。
岸の採用に至った経緯を、市井にしか明かしていない。初期の乳がんを患っていることが判明し、乳房の切除手術を受けることを決断する。切除後の再建手術を岸に依頼する。
プライベートでは無名の作曲家と交際し、乳房の切除手術を前にプロポーズされるが、結婚の話を断る。

### 市井家
市井 克也
演 - 宇納佑
睦の夫。東都大学病院脳外科教授。
市井 達也
演 - 佐藤瑠生亮
睦の長男。「美容整形外科医は医者ではない」という祖母・真知子の陰口を睦に話す。
市井 真知子
演 - 岩本多代
克也の母で、睦にとっては義母に当たる。睦の月収が克也の3倍に当たるため、彼女の前では平静を装っているが、内心では美容整形外科医を医師と認めていない。

### その他
黒崎 裕〈32〉
演 - 綾野剛（少年期：本澤琢魅）
峯太郎の中学・高校時代の同級生で、現在は東京都庁の都市整備局に勤務。借金の返済で困っている峯太郎を心配するあまり、一人で暮らすアパートの自室に住まわせる。
中性的な雰囲気の持ち主で、プライベートではゲイであることを公言。同居人の峯太郎を「峯太」と親しげに呼ぶ一方で、自分の思いが彼に届かないことにもどかしさを募らせていた。
岸谷がリストカットで自殺を図った時には、峯太郎の依頼で岸谷を自室で預かっていた。やがて、峯太郎が自室を明け渡すと、大学を受験する岸谷のために家庭教師を務めるようになる。
富坂 昇治〈24〉
演 - 三浦翔平
父親が経営する血液検査会社の社員。血液サンプルの回収業務で、ビューティ・サージャリー･クリニックへ出入りしている。岸に「先生の味方」と名乗って接近する。また、自らの力で関連会社を興すことを目標に、湯川へ出資を持ち掛けている。
業務で他の医療機関へ出向く機会も多いため、様々な極秘情報をつかんでは、ことあるごとにクリニックのスタッフへ打ち明けている。
やがて、自分と似た境遇で育った星田と交際し、価値観の違いを乗り越えて婚約する。しかし、自ら立ち上げた事業に失敗したため、予定していた結婚式を延期する。
岸 慎太郎〈60〉
演 - 山崎一
峯太郎の実父。妻と別居してから、峯太郎を男手一つで育てる。峯太郎が成人すると、自ら抱える借金を峯太郎に押し付けたばかりか、妻以外の女性・さなみと駆け落ちする。
峯太郎とはしばらく会っていなかったが、やがて黒崎の部屋で峯太郎と再会する。そのことをきっかけに、黒崎から相談を受けるようになる。
本間 さなみ
演 - 明星真由美
スナックのママ。慎太郎の彼女。演歌歌手としてメジャーデビューが決まったことから、顔を整形するため、慎太郎と一緒にクリニックへ来院する。手術料を半額に下げることを条件に、峯太郎へ整形手術を依頼するが断られてしまう。
谷原 広樹
演 - 石井智也
西東京医科大学の研修医。実家は古くから島根県で産婦人科を開業している名家。結婚を前提に岸谷と交際していたが、岸谷の整形を知った母親から結婚を反対される。

### ゲスト

#### 第1話
城島 かれん〈20〉
演 - 荒井萌
大学生。岸が最初に診察を任された患者で、目の上に大きなホクロがある。同級生から「お釈迦様」と揶揄されることにコンプレックスを抱え、下を向いて生きてきた。
ホクロの除去手術を受ける目的でクリニックに来たが、早急な手術を戒める岸のアドバイスに怒りを向けてしまう。
河原 華
演 - 筒井真理子
主婦。夫の一郎に綺麗な顔を褒めてもらおうと、市井から整形手術を受ける。手術前とは見違えるほど美しくなる。
やがて、一郎から浮気を心配されたため、整形前の顔に戻してもらおうと市井に再手術を懇願する。しかし、拒まれた。
河原 一郎
演 - 大河内浩
妻の華が再手術を求めてクリニックを訪れた際に同行する。市井から応対を任された岸の言葉をきっかけに、あることを決意する。

#### 第2話
小杉 えりざ〈8〉
演 - 石井晏璃
小学生。一重まぶたに悩んでいる。二重まぶたにしようと、まぶたの上に強力接着剤を塗ったところ、右目のまぶたが開かなくなった。母の文乃と一緒にクリニックへ駆け込んだところ、偶然出くわした岸の救急治療でことなきを得る。
治療後に岸から、まぶたに接着剤を付けないよう諭される。
小杉 文乃
演 - 笠木泉
えりざの母親。クリニックでえりざに治療を受けさせたついでに、えりざへの二重まぶた整形手術を岸に依頼する。しかし、岸から言われたことで態度を硬化させる。
えりざへの保険外治療で高額の治療費を請求されたことで、（看護師の岸谷から）十分な説明を聞いていないと主張。治療費の減額をクリニックに申し入れる。
佐藤 景子
演 - 銀粉蝶
岸が初めて当直勤務で受け持った患者。過去の乳がん手術で失った乳房の再建手術を受けた後に、経過措置として入院する。
入院中に眠れなくなったため、当直の岸に対して、若い頃に息子を置いて家出したまま会っていないことを打ち明ける。その話が岸の少年時代の経験と重なることから、岸も息子の立場で自分の過去を語り始める。

#### 第3話
寺崎 ふゆ / なつ
演 - 梅舟惟永
双子の姉妹で、峯太郎の行き付けのカフェに勤務。姉（なつ）と妹（ふゆ）では、頬のあたりの骨格や性格が異なる。
なつは明るく朗らかで、大抵のことはそつなくこなす。何事も1人で満足にこなせないという理由でふゆの面倒を見てきた。「姉より美しくなりたい」というふゆの行動を切っ掛けに、「ふゆより美しくなりたい」と思いを募らせる。
ふゆは内気で陰気な性格の持ち主。なつに対する劣等感で、整形を決意する。顔見知りで好意を持っている岸を指名する。「先生の好みの顔に変えて欲しい」と要求し、市井が岸に整形手術を一任する。
しかし、手術後も不満を募らせたばかりか、「責任を取って欲しい」と岸に交際を迫る。
梶原
演 - 西田健（第4話）
東都大学病院脳外科主任教授。克也の上司。若い頃から頭頂部の毛髪が薄く、人前ではカツラを着用している。妻にもその事実を打ち明けていない。
カツラの着用で支障を来すことが多くなったため、植毛手術を決意し、克也を通じて妻・睦に植毛を相談する。
「植毛手術をなるべく知られたくない」との意向を知った湯川の厚意で、診療時間外にクリニックの手術室を特別に利用させる。植毛専門医・佐伯教授の手術によって、後頭部の毛髪1500本を細胞ごと頭頂部へ移植する。

#### 第4話
堤 暁子
演 - 島村まみ
岸が応対した患者で、目鼻立ちの整った美人。その顔立ちが職場で軋轢を生んでしまうことを理由に、「親しみのある顔に変えて欲しい」と希望する。
岸は一旦保留にするが、湯川の言葉を受けて、手術をしない判断を下す。
佐伯
演 - 山中敦史
関東医大教授。植毛手術の権威で、梶原に手術を施す。

#### 第5話
駒井 美子
演 - 竹内晶子
豊胸手術の経過を見るためにクリニックを訪れたところ、院長の触診で再発の可能性が浮上する。

## スタッフ
- 脚本 - 大石静
- 演出 - 岩本仁志、猪股隆一、山下司
- 演出補 - 山下司、内田貴史、明石広人、鈴木農史、塚田芽来
- 音楽 - 池頼広
- ミュージックコーディネーター - 小西善行
- 医療監修 - 福田慶三（ヴェリテクリニック）、岩平佳子（ブレストサージャリークリニック）
- 医療指導 - ヴェリテクリニック
- ビジュアルエフェクト - 泉谷修、松木朗、岡有美、大矢倫代
- 特殊メイク - 梅沢壮一、岩倉知伸、遠藤麻衣、中西桂子、亀山夏美、加藤正人、廣本大樹
- 特殊効果 - 井川雄史
- タイトルデザイン - 石黒潤
- チーフプロデューサー - 田中芳樹
- プロデューサー - 山本由緒、小泉守
- プロデューサー補 - 荻原真紀、島村美咲
- 制作協力 - トータルメディアコミュニケーション
- 製作著作 - 日本テレビ
- 衣装協力 - フォーク株式会社

## 主題歌
- 持田香織「美しき麗しき日々」（avex trax）[3]

## 放送日程
| 各話                                                      | 放送日        | サブタイトル                     | 演出     | 視聴率 |
| --------------------------------------------------------- | ------------- | -------------------------------- | -------- | ------ |
| 第1話                                                     | 2012年4月18日 | 顔は命! 美容外科は幸福への近道!? | 岩本仁志 | 9.9%   |
| 第2話                                                     | 2012年4月25日 | 理想のおっぱい                   | 岩本仁志 | 6.7%   |
| 第3話                                                     | 2012年5月02日 | 姉よりも美しく                   | 猪股隆一 | 6.7%   |
| 第4話                                                     | 2012年5月09日 | 魔法の植毛手術                   | 猪股隆一 | 7.5%   |
| 第5話                                                     | 2012年5月16日 | 私と結婚しろ!                    | 岩本仁志 | 7.6%   |
| 第6話                                                     | 2012年5月23日 | 全身サイボーグ                   | 山下司   | 7.9%   |
| 第7話                                                     | 2012年5月30日 | 通じ合う二人                     | 猪股隆一 | 7.3%   |
| 最終話                                                    | 2012年6月06日 | 美しいとは?                      | 岩本仁志 | 8.0%   |
| 平均視聴率 7.8%（視聴率は関東地区・ビデオリサーチ社調べ） |               |                                  |          |        |

## 備考
- 台湾の緯來日本台でも2012年4月28日（日本での放送10日後）から日本語音声のまま繁体中国語字幕付きで放送されている。台湾でのタイトルは「整形艷后」（「整形の王女様」の意）。
- 本作品が美容クリニックを舞台にしていることや美容整形もテーマにしていることから、筆頭スポンサーの花王は提供クレジットを自粛している。なお、本作品放送中における花王のCMはカウキャッチャーとヒッチハイクに各30秒ずつ流れていた。
- 美容手術のシーンでは、美容外科医による監修の下で、診察から術後の経過措置までの流れを細かく描写。医師が手術のリスクをあらかじめ患者に説明するシーンや、受付が料金の内訳を患者に伝えるシーンも盛り込んだ。また、クリニックのスタッフが休診時間にランチを食べながら、手術や患者について意見を交換するシーンを毎回放送していた。
- オープニングやCM明け・場面転換のタイミングでは、演出（チーフ監督）の岩本が2011年末からプライベートで撮影を続けていた東京都心の風景映像を挿入[5]。エンディングでは毎回、「顔」にまつわるテーマで、さまざまな年代や職業の男女数名が自分なりの意見を語る映像をスタッフロールとともに流していた。最終回のエンディングでは、インタビューではなく、「あなたの“いい顔”を見せて下さい」というテーマで一般人の顔のアップの映像を放送した。